# Arabia Felix

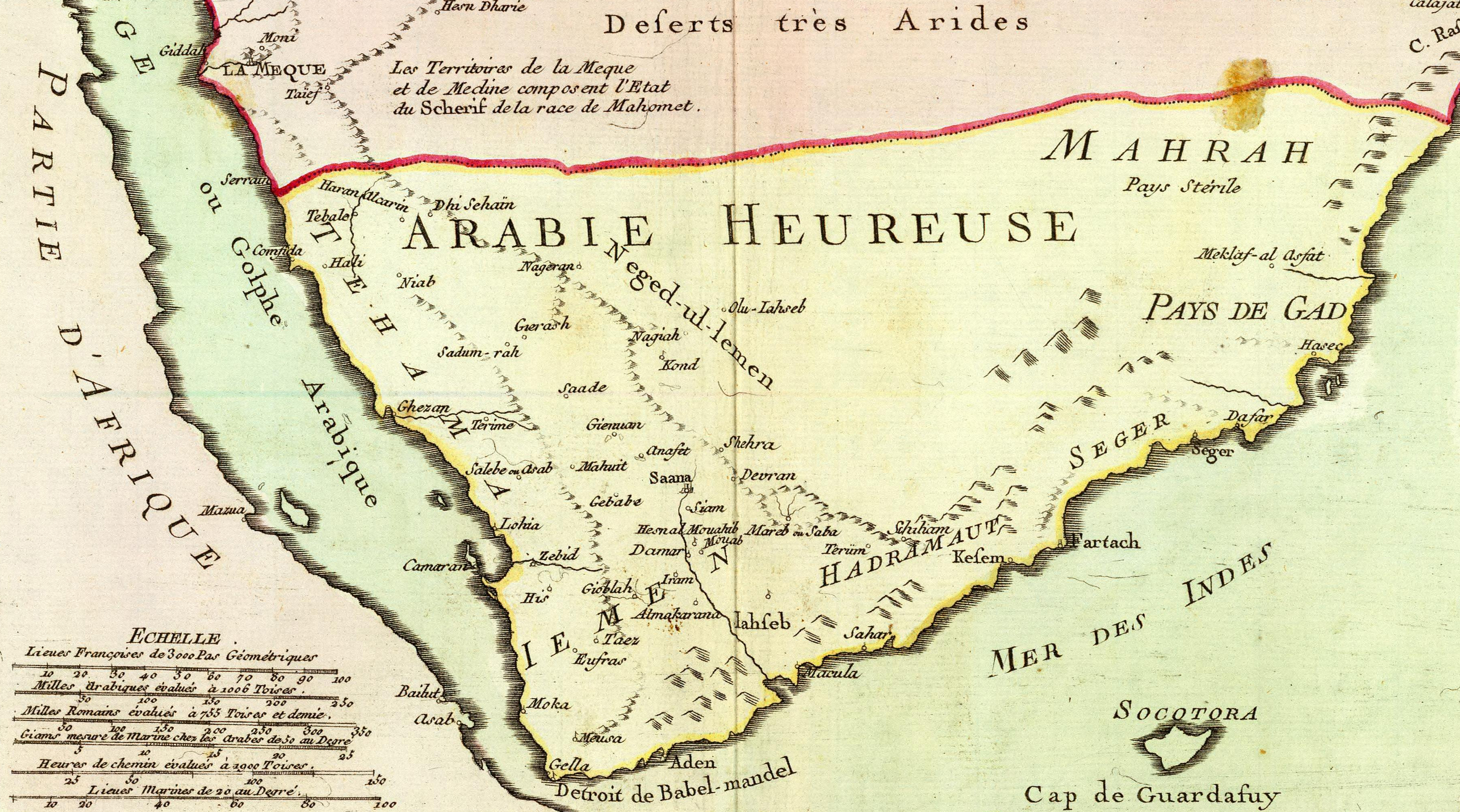
Arabia Felix (Arabie heureuse en francés) en un mapa de 1787.

Arabia Felix (Arabia Feliz o Fértil) es el nombre recibido en latín en la Antigüedad por una de las tres partes en que se dividía la península arábiga, junto a la Arabia Pétrea y la Arabia Deserta, región de vagos contornos, y que algunos geógrafos restringen a su esquina sudoccidental, ocupando aproximadamente el territorio del actual Yemen.
Esta área recibe una moderada precipitación, es de relieve acusadamente montañoso en algunas zonas, y es mucho más húmeda y verde que el resto de la península. Entre sus productos altamente valorados en la Antigüedad y la Edad Media, destacan el café (Coffea Arabica) exportado desde el puerto de Moca, y el incienso. Esto le ganó el título de Arabia Feliz, ya desde los griegos, Eudemona Arabia (Eudaimonía=εὐδαιμονία), término que se tradujo al latín literalmente, con el significado inicial de fértil o productiva; solamente más tarde la palabra vino a significar feliz, en el sentido de dichoso, en el latín clásico.
En el año 26 a. C., Augusto ordenó una expedición militar para conquistar el territorio, bajo el mando de Elio Galo, pero la campaña fue rápidamente detenida (25 a. C.) debido a las grandes pérdidas de tropas (romanos, hebreos y nabateos) causadas por el hambre y la enfermedad.